# نوع کشتن
نوع کشتن (به انگلیسی: The Killing Kind) یک فیلم درام و جنایی بریتانیایی محصول سال ۲۰۰۱ که بر اساس رمانی با همین عنوان توسط رمان‌نویس انگلیسی نیل کراس در سال ۱۹۹۸ ساخته شده‌است. کارگردانی این فیلم بر عهده پال ساروسی فیلمبردار بوده که تنها نقش کارگردانی او تا به امروز بوده و فیلمنامه آن توسط پیتر وادینگتون نوشته شده‌است که او نیز نقش کوچکی در این فیلم دارد.
این فیلم برنده بهترین فیلم بلند بریتانیا در جشنواره فیلم ریندنس شد. اندرو هاوارد برنده بهترین بازیگر مرد جشنواره بین‌المللی فیلم توکیو شد.

## داستان
در سال ۲۰۰۲، جان هیتمن در خلوتی نسبی زندگی می‌کند، تا اینکه یک روز با یک دوست قدیمی اش، اندی را می‌بیند و در یک رابطه غیر ضروری فرومی‌رود. حقیقت به آرامی در مورد جون و کارهایی که انجام می‌دهد آشکار می‌شود و جان افراد نزدیک به او را به خطر می‌اندازد و جان با اولتیماتوم روبرو می‌شود. او باید سخت‌ترین تصمیم خود را بگیرد: زنی را که دوست دارد نجات دهد یا او و کودک را بکشد.